# René Cogny
René Cogny, né le 25 avril 1904 à Saint-Valery-en-Caux et mort le 11 septembre 1968, est un général français. 
Il prend part à la Seconde Guerre mondiale dans l’Armée française puis, après une évasion, dans la Résistance. Au cours de la guerre d'Indochine, il se trouve à la tête des forces françaises au Tonkin (Nord du Viêt Nam), notamment durant la bataille de Diên Biên Phu. Il trouve la mort dans le crash de la Caravelle Ajaccio-Nice.

## Enfance et formation
Né à Saint-Valery-en-Caux dans la Seine-Inférieure, il est le fils de Louis Émile Alfred Cogny, maréchal-des-logis de gendarmerie, et de Berthe Marie Harcourt.
C’est un élève doué et il se voit accorder une bourse pour préparer le concours d’entrée à l’École polytechnique : il est admis dans la promotion 1925 et en sort sous-lieutenant d’artillerie. Il obtient également un diplôme d’études politiques et un doctorat en droit.
Il suit les cours de l’École d’artillerie de Fontainebleau jusqu'en 1929, puis commence sa carrière en corps de troupe.

## Seconde Guerre mondiale

### La campagne de France
En juin 1940, il est récompensé de la croix de guerre 1939-1945 pour ses premières missions.

### Capture et évasion
Il est l’un des 1 800 000 soldats capturés par l’Armée allemande.
Il reste près d’un an en captivité et s’échappe en mai 1941, en rampant nu dans des canalisations avec trois compagnons, poussant devant eux les habits qu’ils avaient confectionnés à partir de couvertures. René Cogny parvient à Vichy en traversant la Bavière, et rejoint la Résistance française en se mettant au service du général Verneau, fondateur de l'ORA (Organisation de résistance de l'Armée).

### Résistance
En 1943, alors commandant, il est arrêté par la Gestapo et doit subir six mois d’interrogatoires et de tortures à la prison de Fresnes, avant d’être déporté au camp de Dora — dépendance de Buchenwald — puis à Mauthausen.
Libéré en avril 1945 dans un état physique très faible, il recouvre ses capacités physiques, mais conserve des séquelles aux jambes qui vont le contraindre à se servir d’une canne pour le restant de ses jours.

## Après-guerre
René Cogny est nommé général de brigade en 1946. Entre 1946 et 1947, bien qu’étant officier d’artillerie, il commande une division d’infanterie près de Paris, puis est nommé secrétaire exécutif au ministère de la Défense.

### Indochine
Remarqué par le général de Lattre de Tassigny, il est de ceux qui l’accompagnent en Indochine quand il est nommé, en décembre 1950, haut-commissaire civil et militaire.
En janvier 1952, après la mort de de Lattre, alors que Salan le remplace comme commandant en chef, Cogny commande la 2e division de marche du Tonkin et un groupe mobile dans le delta du fleuve Rouge[réf. nécessaire].
En mai 1953, Navarre remplace Salan, qui rentre en France avec toute l’équipe du général de Lattre, sauf Cogny qui accepte de remplacer le général de Linares au commandement des troupes du Tonkin, avec en récompense une troisième étoile. Cette promotion fait de Cogny, 49 ans, le plus jeune général de division de l’armée.

#### Ðiện Biên Phủ
Cogny est celui qui propose à Navarre le site de Diên Biên Phu, près de la frontière entre le Tonkin et le Laos : les troupes françaises commencent à s'y installer en novembre 1953. Cependant, alors que Cogny envisage une base d’opérations légère et mobile, Navarre y voit une forteresse imprenable dans le but de tendre un piège au Việt Minh. Cogny est l’un des nombreux officiers qui protestent contre cette nouvelle stratégie : « nous courrons le risque d’un nouveau Na San, mais en pire ». Ces protestations restent cependant sans effet. Le Việt Minh qui, des hauteurs environnantes, observe l'installation des troupes françaises dans la vallée, a « tout loisir » de se préparer activement et discrètement pendant de longs mois ; il passe finalement à l’attaque le 13 mars 1954 avec des forces qu'il a prévues bien supérieures en nombre et en équipement, avec l'aide des Chinois et de conseillers soviétiques. Tout au long de la bataille, Cogny et son supérieur, Navarre, sont en désaccord à propos de la disposition des forces entre Ðiện Biên Phủ — le secteur de Cogny dans le delta du Tonkin — et l’opération Atlante de Navarre plus au sud.
En réponse à une lettre de reproches de Navarre, le 29 mars, Cogny informe son supérieur qu’il ne souhaite plus continuer à servir sous ses ordres. Le calendrier de son départ n'est pas discuté à ce moment-là : Cogny garde son commandement. La relation entre les deux hommes se dégrade d’autant que Cogny, depuis le début, a tenu des propos pessimistes voire défaitistes aux journalistes réputés que sont alors Lucien Bodard de France-Soir et Max Clos du Figaro, lesquels n'ont cessé de critiquer le général Navarre dans leurs articles. Le 2 mai, Navarre va jusqu’à menacer Cogny d’une enquête sur ses déclarations ; en outre, il veut le limoger sitôt après la défaite française le 7 mai.
Le 3 juin 1954, le remplacement de Navarre par Paul Ély, avec Raoul Salan comme adjoint militaire (Ély remplaçant aussi Dejean comme haut-commissaire en Indochine), permet à Cogny de rester à la tête des forces du Tonkin. De mai à juillet 1954, il organise une défense efficace contre les assauts du Việt Minh. Son commandement prend fin en mai 1955 avec le retrait des dernières forces françaises du Tonkin, conformément aux accords de Genève du 20 juillet 1954.
La bataille de Diên Biên Phu a soldé la présence française en Indochine, avec des milliers de morts au fond d’une vallée et le corps expéditionnaire battu par les forces du Việt Minh.
Quelques mois après la chute de Diên Biên Phu, les deux généraux continuent de se déchirer… Ils s’accusent l’un l’autre d’être le responsable de cette défaite. La presse s’empare de l’affaire et attise la querelle. Henri Navarre, ex-commandant en chef en Indochine, exige une commission d’enquête pour contrer René Cogny, commandant des forces du Tonkin. La commission, dirigée par le général Catroux, commence ses travaux en avril 1955.
Les protagonistes de la bataille, à commencer par les généraux Navarre, Cogny et de Castries, sont entendus, ainsi que les colonels et commandants d’unité. Les « coups volent bas ». À l’issue des auditions, un rapport est établi. Considérant que Navarre a déjà été sanctionné par son départ forcé d’Indochine, les conclusions du rapport accablent le général Cogny, responsable de la conduite de la bataille depuis Hanoï.
Ce rapport de la commission d’enquête n'est ensuite jamais divulgué.
En 2004, un documentaire d’une cinquantaine de minutes retrace la bataille à travers le prisme des reproches, des torts et des fautes établis par la commission d’enquête. Le rapport secret sert de trame aux témoignages de politiques, présents à Diên Biên Phu avant les combats, mais aussi aux militaires du corps expéditionnaire, premières victimes de cette rivalité entre deux hommes.

### Afrique
René Cogny est nommé général de corps d’armée en 1956. Le Maroc est devenu indépendant depuis le 7 mars 1956 quand il devient commandant en chef des troupes françaises au Maroc, poste qu'il exerce du 3 juillet 1956 au 29 mars 1958. Il a été visé par certains témoignages l'impliquant dans l'affaire du bazooka, un attentat manqué contre le général Salan, alors commandant en chef en Algérie. Commandant à Meknès lors des massacres de 1956, il prend le contrôle de la ville avec les troupes présentes sur place et rétablit l'ordre.
En mai 1958, Cogny est sollicité par Pierre Pflimlin, président du Conseil, pour remplacer Salan comme commandant interarmées en Algérie. Après consultation de Jacques Soustelle, Cogny décline la proposition.
Il est enfin commandant en chef en Afrique centrale de 1959 à 1964, sans cacher son désaccord avec la politique du général de Gaulle, notamment dans le domaine militaire.
Il cesse ses fonctions en avril 1964, atteint par la limite d'âge.

## Mort
René Cogny décède le 11 septembre 1968, lors du crash de la Caravelle Ajaccio-Nice d'Air France qui s’est abîmée en mer Méditerranée, au large de Nice. René Cogny faisait partie des 95 victimes de l’accident.

## Style
Cogny se distingue, d’après les historiens, par son style particulier de commandement au Viêt Nam. Bernard B. Fall a salué le courage et la réactivité de Cogny durant la guerre d'Indochine. René Cogny était non seulement appelé « le général Vitesse » par ses hommes, mais aussi « Coco la sirène » car, dans ses déplacements, il utilisait des side-cars munis de sirènes.
Il a été un commandant apprécié de ses hommes, et aussi des journalistes. Malgré sa « popularité », Cogny était décrit comme étant « sensible à la critique » et ayant une tendance à « ressasser des blessures réelles ou imaginaires[réf. nécessaire] ».

## Famille
René Cogny a eu une fille unique prénommée Marie-Claude.

## Distinctions
- Croix de guerre 1939–1945
- Médaille de la Résistance française
- Grand officier de la Légion d'honneur (1956)